# باديا بوليزيني
باديا بوليزيني (بالإيطالية: Badia Polesine)‏ هي بلدية في مقاطعة رفيغة في منطقة فنيتة، شمال إيطاليا. تقع على بعد 70 كيلومترًا (43 ميلًا) جنوب غرب مدينة البندقية و25 كيلومترًا (16 ميلًا) غرب رفيغة.